# Mononatriumcitrat
Mononatriumcitrat ist eine chemische Verbindung des Natriums. Es gehört zur Stoffgruppe der Citrate und wird unter anderem als Lebensmittelzusatzstoff verwendet.

## Eigenschaften
Das Mononatriumcitrat tritt ebenfalls als Monohydrat auf. Es handelt sich hierbei um ein weißes kristallines Pulver oder farblose Kristalle.

## Verwendung
Das Mononatriumcitrat (E 331i) gehört zu den Natriumcitraten, welche durch die Richtlinie 95/2/EG in der Europäischen Union als Lebensmittelzusatzstoff zugelassen sind.
Es fungiert dabei als Säureregulator, Komplexbildner und Schmelzsalz und findet Anwendung bei der Herstellung von Fischprodukten, Gemüsekonserven und Kondens- bzw. Trockenmilch.

## Verwandte Verbindungen
Neben dem Mononatriumcitrat existieren folgende andere Natriumsalze der Citronensäure:
- Dinatriumcitrat
- Trinatriumcitrat